# Nurlu
Nurlu (picardisch: Norlu) ist eine französische Gemeinde mit 370 Einwohnern (Stand 1. Januar 2022) im Département Somme in der Region Hauts-de-France im Norden von Frankreich. Die Gemeinde gehört zum Kanton Péronne und ist Teil der Communauté de communes de la Haute Somme. Die Einwohner werden als les Nurlusiens bezeichnet.

## Geographie
Die Gemeinde liegt nordöstlich von Péronne an der Départementsstraße D917.

## Baudenkmäler
- Kirche und Schule/Rathaus (Mairie/école), beide wiederaufgebaut von Louis Faille, die Kirche mit künstlerischer Verglasung von Louis Barillet.

## Geschichte
Die Gemeinde wurde mit dem Croix de guerre 1914–1918 ausgezeichnet.

## Bevölkerungsentwicklung
| 1962 | 1968 | 1975 | 1982 | 1990 | 1999 | 2006 |
| ---- | ---- | ---- | ---- | ---- | ---- | ---- |
| 477  | 456  | 410  | 363  | 347  | 378  | 374  |

## Verwaltung
Bürgermeister (Maire) ist seit 2001 Alain Baudlot.

## Persönlichkeiten
- Louis Faille (1881–1938), Architekt